# سرویس هوایی نیروی دریایی بریتانیا

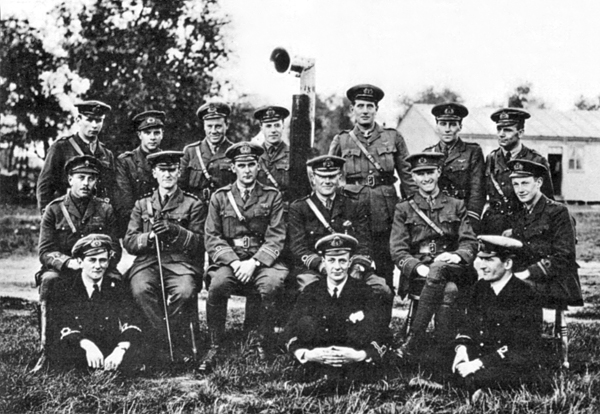
عکس گروهی از افراد نظامی، کارکنان نیروی هوایی سلطنتی نیروی دریایی، نیروهای بریتانیا در جنگ جهانی اول

سرویس هوایی نیروی دریایی بریتانیا (به انگلیسی: Royal Naval Air Service) بازوی هوایی نیروی دریایی بریتانیا بود که بین ماه ژوئیه سال ۱۹۱۴ تا آوریل سال ۱۹۱۸، غالبا در جریان جنگ جهانی اول، وجود داشت و سپس با عنوان سپاه هوایی نیروی زمینی بریتانیا ترکیب شد تا نیروی هوایی بریتانیا، نخستین نیروی هوایی مستقل جهان، را تشکیل دهد.
این سرویس با بازوی هوایی ناوگان بریتانیا جایگزین شد.

## توان
سرویس هوایی نیروی دریایی بریتانیا در هنگام آغاز جنگ جهانی اول، ۷ کشتی هوایی، ۵۲ هواگرد آب‌نشین و ۳۹ هواگرد خشکی‌پایه و مجموعا حدود ۱۴۰ افسر و ۷۰۰ سرباز در اختیار داشت. هیچ‌یک از کشتی‌های هوایی این نیرو دارای ساختار صلب نبودند و تنها دو فروند از آن امکان استفاده عملیاتی داشتند.

## مأموریت و تاریخچه عملیاتی
مأموریت اصلی سرویس هوایی نیروی دریایی بریتانیا دفاع هوایی از بریتانیا مخصوصا در پای‌رود تیمز، بود. این مأموریت اوایل سال ۱۹۱۶ سپاه هوایی بریتانیا محول گشت. این سرویس در مراحل آغازین جنگ جهانی اول، بمباران‌هایی را علیه کارگاه‌های سپلین آلمان در دوسلدورف و فریدریشس‌هافن و گشت‌زنی‌های ضدزیردریایی و ضد سپلین بر فراز دریا صورت داد. کشتی‌های هوایی این نیرو هنگام عبور نیروهای اعزامی بریتانیا به فرانسه، در حال گشت‌زنی در کانال مانش بودند.